# MÁV-Baureihe 416
Die MÁV-Baureihe 416 (zu Anfang 6341) sind zweiteilige Dieseltriebwagen des ungarischen Eisenbahnverkehrsunternehmens Magyar Államvasutak (MÁV-Start) für den Regionalverkehr. Die Triebwagen entsprechen dem Typ RA1 des russischen U-Bahn-Wagen-Herstellers Metrowagonmasch, weshalb sie auch Pusztametró genannt werden.

## Geschichte
Von 2002 bis 2004 lieferte Metrowagonmasch 40 Triebwagen an die MÁV. Sie werden auf verschiedenen nichtelektrifizierten Strecken im Regionalverkehr eingesetzt. Einen Teil der Einsatzgebiete mussten die Fahrzeuge an die moderneren Triebwagen der Baureihe 6342 abtreten.
2007 wurde die baugleiche Einheit 835 001/201 der České dráhy (ČD) übernommen, da sie dort keine Verwendung fand. Sie kam allerdings nicht bei der MÁV zum Einsatz und dient nun als Ersatzteilspender.

## Technische Merkmale

### Aufbau
Eine Einheit der Baureihe 6341 besteht aus zwei identischen Wagen. An einen Ende jedes Wagens ist ein Führerstand vorhanden. Beide Wagen sind miteinander kurzgekuppelt und nur in einer Werkstatt trennbar. An den Führerstandsenden gibt es Scharfenbergkupplungen, die das Kuppeln mehrerer Einheiten gleicher Bauart ermöglicht. Die ursprünglich vorhandenen, zusätzlichen Seitenpuffer wurden bei vielen Wagen entfernt und die Öffnungen in der Stirnwandverkleidung verschlossen.
Der aus Stahlprofilen bestehende Wagenkasten läuft auf zwei Drehgestellen, wobei das am Führerstandsende ein Trieb- und das am Übergangende ein Laufdrehgestell ist. Die Seitenwände sind unterhalb der Fenster gesickt ausgeführt. Dieser Teil ist grau lackiert, der darüberliegende Teil der Seitenwand und die Türen sind rot lackiert. Dies entspricht dem Farbschema der ungarischen Eisenbahn.

### Antrieb
Jeder Triebwagen verfügt über zwei Dieselmotoren der Bauart 6R183 TD13H von MTU mit einer Leistung von 315 kW. Über ein Strömungsgetriebe wird die Kraft auf die Radsätze des jeweiligen Triebdrehgestells übertragen. Die Höchstgeschwindigkeit beträgt 100 km/h.

### Fahrgastraum
In beiden Wagen einer Einheit gibt es je einen Einstieg in Wagenmitte. Eine Einheit bietet 104 Sitzplätze, die aus Kunststoffgestellen mit gepolstertem Stoffüberzug bestehen. Diese sind großteils Vis-à-vis angeordnet. Es sind nur Sitzplätze der zweiten Wagenklasse vorhanden. Außerdem ist eine behindertengerechte Vakuumtoilette eingebaut. An den Türen sind zusätzliche Trittstufen angebracht, die an Bahnhöfen mit niedrigen Bahnsteigen ausgefahren werden und das Einsteigen erleichtern. Die Triebwagen sind mit einer Klimaanlage ausgestattet.